# Ipeľ
Ipeľ (maďarsky Ipoly, německy Eipel) je řeka na Slovensku (Banskobystrický, Nitranský kraj) a v Maďarsku (Nógrád, Pest), levostranný přítok Dunaje. Její délka činí 232 km. Povodí má rozlohu 5200 km².

## Tok řeky
Ipeľ pramení ve Slovenském rudohoří – ve Veporských vrších, poblíž Lomu nad Rimavicou. Protéká Lučenskou a Ipelskou mezihorskou kotlinou převážně v široké dolině. Slovensko-maďarskou hranici překračuje poblíž Veľké nad Ipľom. Protéká slovenskými městy Málinec a Šahy a maďarskými městy Ipolytarnóc, Balassagyarmat, a Drégelypalánk. U Ostřihomi se pak vlévá do Dunaje. 140 km délky toku tvoří přirozenou hranici mezi Slovenskem a Maďarskem. Významné přítoky jsou Štiavnica, Krupinica, Kamenica.

## Vodní režim
Průměrný průtok činí 25 m³/s. Nejvyšší je v březnu. Na dolním toku je splavná.

## Města a vesnice podél řeky
Poltár, Kalinovo, Pinciná, Boľkovce, Nitra nad Ipľom, Trebeľovce, Panické Dravce, Veľká nad Ipľom, Nógrádszakál, Slovenské Ďarmoty, Balassagyarmat, Šahy, Ipolytarnóc, Drégelypalánk, Preseľany nad Ipľom, Hont, Salka, Szob

## Plánovaná vodní elektrárna
Spoločnosť TYCO fungující od roku 2014 dostala v dubnu 2015 povolení Ministerstvo hospodářství Slovenské republiky osvedčení potřebné pro stavbu energetického zdroje. TYCO plánuje v katastru obcí Ďubákovo a Ipeľský Potok postaviť přečerpávací elektrárnu nad existující nádrží Málinec. Výkon by měla mít 560 MW. O podobnou lokalitu projevili zájem i Slovenské elektrárne, ale dotčené obce ji odmítli.